# Briefmarkentrennung
Unter Briefmarkentrennung versteht man in der Philatelie die verschiedenen Möglichkeiten, eine Briefmarke von einer oder mehreren anderen Briefmarken zu trennen, die nach der Herstellung mit ihr zusammenhängen. Man unterscheidet zwischen unperforierten, gezähnten und durchstochenen Briefmarken.

## Geschichte
Die erste Briefmarke der Welt, die in Großbritannien am 1. Mai 1840 ausgegeben wurde, hatte noch keine Zähnung. Der Postbeamte musste sie noch mit einer Schere aus dem Bogen schneiden. Dies war eine mühevolle Arbeit. Trotzdem wurden die ersten Briefmarkenausgaben anderer Staaten ebenfalls ohne Zähnung verausgabt. Der Brite Henry Archer dachte jedoch über eine bessere Trennungsmöglichkeit als mit der Schere nach. Zunächst konstruierte er eine Durchstichmaschine. Diese funktionierte durch die Verwendung kleiner Messer, die eng nebeneinander saßen und in das Briefmarkenpapier zwischen den Marken in regelmäßigen Abständen kleine Schnitte ritzten. Die ersten durchstochenen Briefmarken der Welt erschienen 1848 versuchsweise an den Postschaltern. Henry Archer war jedoch noch nicht vollends mit seiner Maschine zufrieden. Er verbesserte sie immer mehr und ersetzte die feinen Messer bald durch Lochstifte. Dieses neue System der Briefmarkentrennung fand bald auch bei den Postbeamten großen Anklang. Nachdem die ersten gezähnten Briefmarken in Großbritannien verausgabt worden waren, folgten zahlreiche andere Postverwaltungen mit dieser Innovation nach.

## Ohne Perforation
Alle Briefmarken, die weder einen Durchstich noch eine Zähnung besitzen, nennt man in der Philatelie unperforiert. Der Philatelist unterscheidet auch hier zwei verschiedene Arten von unperforierten Briefmarken, da es zwei verschiedene Gründe für sie geben kann.

### Geschnitten

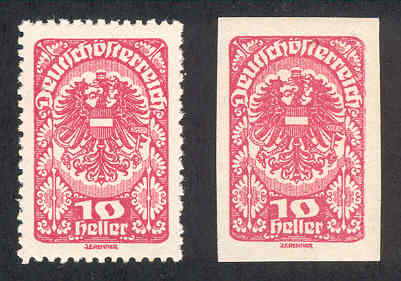
Österreichische Briefmarke aus der Zwischenkriegszeit in gezähnter und geschnittener Erhaltung, da zu wenig Zähnungsmaschinen vorhanden waren

Als geschnitten bezeichnet man alle Briefmarken, die beabsichtigt ohne Perforation von der jeweiligen Postverwaltung ausgegeben wurden.
Die ersten Briefmarken der Welt konnten alle nur in geschnittener Ausführung ausgeliefert werden, da es zu ihrem Ausgabezeitpunkt noch keine Möglichkeit zur Perforation gab. Die Ausgabe geschnittener Briefmarken in späteren Zeiten ist jedoch auf andere Ursachen zurückzuführen: In Krisenzeiten wird zur Kostenersparnis mitunter auf die Perforation der Briefmarken verzichtet. Auch eine zu große Nachfrage nach bestimmten Briefmarken kann dazu führen, dass eine Postverwaltung gezwungen ist, die Bögen unperforiert an die Schalter auszuliefern. Schließlich geben einige Postverwaltungen geschnittene Ausgaben in kleiner Auflage zusätzlich zu den gezähnten Normalausgaben aus (z. B. Ungarn und Ruanda).
Im Gegensatz zu perforierten Briefmarken, bei denen die Perforation bei allen Briefmarken gleich sein soll, unterscheidet der Philatelist bei geschnittenen Briefmarken mehrere Qualitätsstufen. Hier kommt es nämlich auf die Genauigkeit des Postbeamten an, mit der er die Briefmarken aus dem Bogen mit seiner Schere trennte. Demnach klassifiziert man:
- Überrandige Briefmarken (Der weiße Rand ist an allen Seiten der Briefmarke in Übergröße vorhanden, teilweise sieht man schon den Rand der Nachbarmarken).
- Breitrandige Briefmarken (Die Ränder sind meist überdurchschnittlich groß; mehr als die Hälfte des Zwischenraums zwischen den Briefmarken im Bogen ist vorhanden).
- Vollrandige Briefmarken (Der Rand ist an allen Seiten in der Hälfte der Größe des Briefmarkenzwischenraums vorhanden).
- Engrandige Briefmarken (Der Rand der Briefmarke ist nur noch minimal vorhanden).
- Lupenrandige Briefmarken (Der Rand lässt sich wortwörtlich nur noch mit Hilfe einer Lupe erahnen).
- Angeschnitte Briefmarken (Ein Teil der Briefmarke wurde beim Trennen weggeschnitten).

Die meisten Philatelisten bevorzugen vollrandige Briefmarken für ihre Sammlungen. An ihrem Wert orientiert sich auch der Katalogpreis zahlreicher Briefmarkenkataloge. Für die Qualitätsstufen darüber werden oft viel höhere Beträge bezahlt. Vor allem überrandige Briefmarken sind sehr beliebt. Exemplare niedrigerer Qualitätsstufen werden nur von sehr wertvollen Briefmarken gesammelt. Ansonsten dienen sie oft als Lückenfüller oder Platzhalter.
Bei manchen Ausgaben ist es jedoch schwer, halbwegs schöne Schnitte zu finden, da der Abstand zwischen den Briefmarken im Bogen nur hauchdünn war. Solche Briefmarken findet man beispielsweise von Baden und der Thurn-und-Taxis-Post.

### Ungezähnt und undurchstochen
Als ungezähnte und undurchstochene Briefmarken bezeichnet der Philatelist Briefmarken, die zwar fürs Perforieren vorgesehen waren, diesem Vorgang jedoch entgangen sind. Ungezähnte Briefmarken lassen sich demnach optisch nicht von geschnittenen unterscheiden.
Diese Besonderheit kann durch verschiedene Arten entstehen. Manchmal passiert es, dass noch ungezähnte Bögen versehentlich auf die Stapel für bereits perforierte Briefmarken gelegt werden. Eine andere Ursache für die Entstehung von ungezähnten Briefmarken könnte die Zähnungs- bzw. Durchstichmaschine selbst bieten. Manchmal passiert es nämlich, dass der unterste (oder mehrere) Briefmarkenbogen ungezähnt bleibt.
Des Weiteren existieren so genannte Teilzähnungen. Das sind Briefmarkenbögen, bei denen nur ein Teil der Briefmarken ungezähnt ist. In solchen Bögen findet man auch einseitig oder dreiseitig ungezähnte Briefmarken. Es gibt ebenfalls verschiedene Ursachen für die Entstehung von Teilzähnungen. Teilzähnungen können beispielsweise entstehen, wenn die Zähnungsmaschine zu früh angehalten wird, das heißt noch nicht mit dem Zähnungsvorgang fertig war. Wenn Bögen sehr ungenau in eine Perforierungsmaschine eingelegt werden, kann es ebenfalls dazu kommen, dass die oberste oder die unterste Zeile ungezähnt bleibt.
Versehentlich ungezähnt gebliebene Briefmarken sind nur selten zu finden. Aus diesem Grund sind sie jedoch auch sehr beliebt bei entsprechend spezialisierten Philatelisten. Fast alle ungezähnten Briefmarken und Teilzähnungen werden vor der Auslieferung entdeckt und zurückbehalten.
Immer wieder kommt es vor, dass ungezähnte Briefmarken aus der Makulatur gestohlen werden und dann auf dem Markt landen. Solche Briefmarken sind jedoch philatelistisch wertlos.

## Durchstich

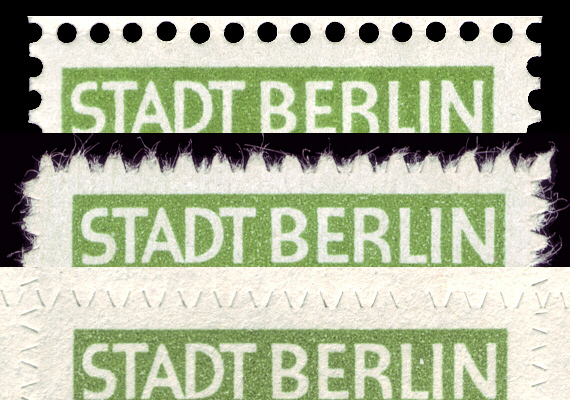
Im Vergleich: Gezähnt (oben) und durchstochen (Mitte und unten)

Schlechter Sägezahndurchstich einer deutschen Inflationsmarke

Der Durchstich ist die älteste Perforationsart für Briefmarken. Er kommt jedoch, wie die unperforierten Briefmarken, nicht nur in den Anfangsjahren der Postwertzeichen vor, sondern auch in Krisenzeiten.
Der Durchstich erfolgt durch kleine Messer, die verschiedene Formen haben können. Diese stechen in regelmäßigen Abständen kleine Schnitte in das Papier zwischen den Briefmarken, sodass nur schmale Papierbrücken stehen blieben. Durch die Vielzahl verschiedener Messerformen kommen Durchstiche in unterschiedlichen Erscheinungen vor. Man unterscheidet folgende Arten:
- Bogendurchstich
- Liniendurchstich
- Punktdurchstich
- Sägezahndurchstich
- Wellendurchstich
- Zickzackdurchstich
- Zungendurchstich

Briefmarken mit Durchstich werden beim Trennen oftmals beschädigt, besonders bei schwer zu reißendem Briefmarkenpapier. Deshalb erwies sich der Durchstich nicht als ideales Perforationsmittel, obwohl er viel billiger und einfacher herzustellen ist als die Zähnung.
Eine Besonderheit, die man beim Durchstich findet, ist der farbige Durchstich, beispielsweise bei den ersten Briefmarken von Thurn und Taxis. Dieser entsteht, wenn der Durchstich bereits beim Druck der Briefmarken durch farbige Linien vorgezeichnet wird.

## Zähnung

Optische Unterschiede einer Bogenzähnung (links) und einer Linienzähnung (rechts)

Die Zähnung ist die modernste Art der Perforation von Briefmarken. In den ersten Jahren ihrer Geschichte wurde sie manchmal noch schlecht ausgeführt; heute ist sie jedoch in der ganzen Welt verbreitet und zu einer charakteristischen Eigenschaft der Briefmarke geworden.
Die Zähnung funktioniert nach einem ähnlichen Prinzip wie der Durchstich, nur stanzen hier Lochstifte in regelmäßigen Abständen kleine Löcher in die Briefmarkenzwischenräume. Die Lochstifte sind auf der Zähnungsleiste befestigt. Man unterscheidet insgesamt drei verschiedene Arten.

### Linienzähnung

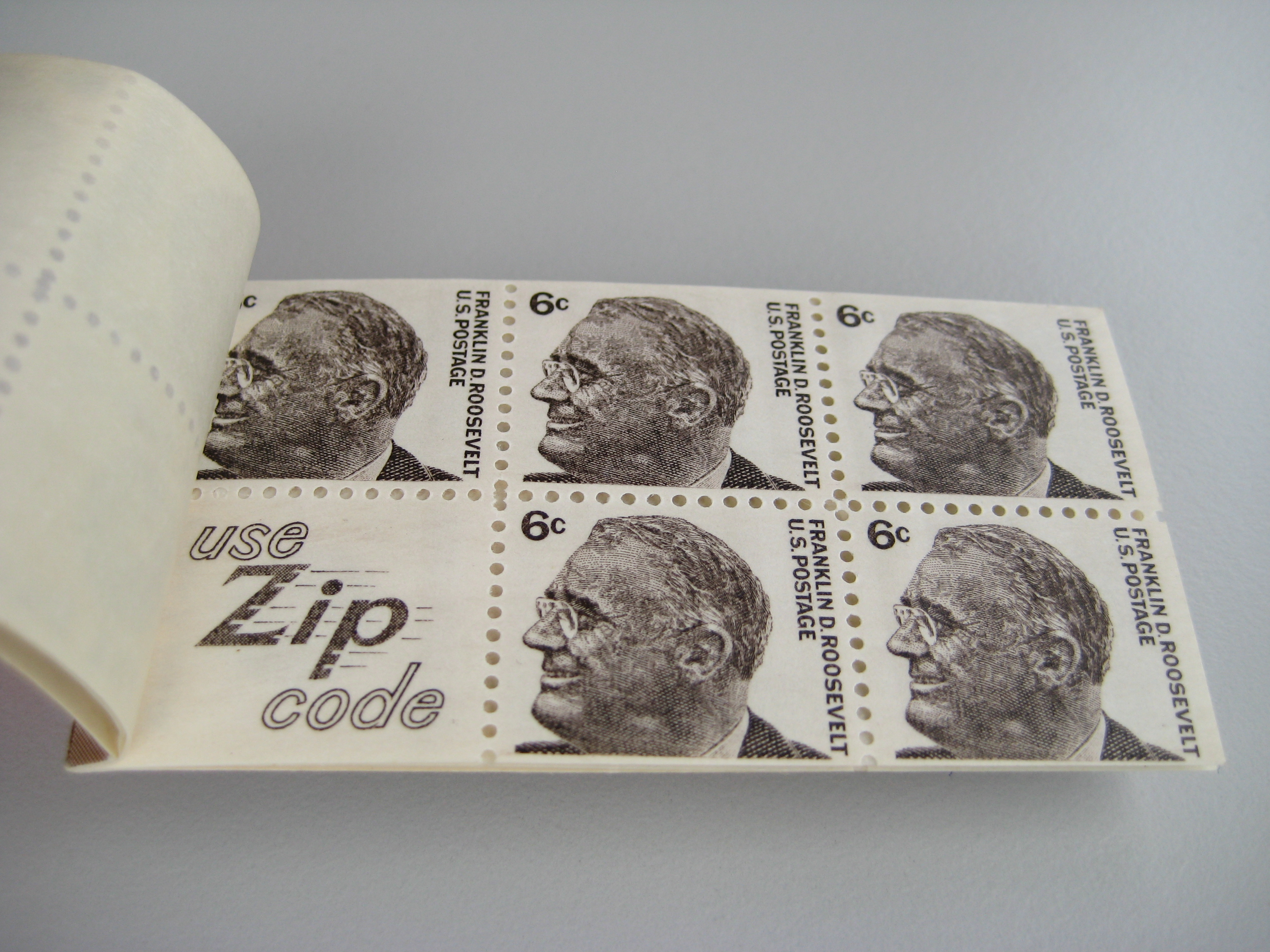
Linienzähnung in einem Briefmarkenheft der USA

Die Linienzähnung ist die älteste Art, Briefmarken zu zähnen. Der Bogen wird zunächst in einer Richtung gezähnt (z. B. waagrecht). Danach wird er um 90 Grad gedreht und die anderen Briefmarkenzwischenräume (in diesem Fall die senkrechten) gezähnt. Da diese Art sehr ungenau ist, variiert der Abstand zwischen den einzelnen Zeilen oft, wodurch Briefmarken leicht voneinander abweichender Formate entstehen. Die Ecken der einzelnen Briefmarken sind naturgemäß unregelmäßig. Dies ist das charakteristische Erkennungsmerkmal der Linienzähnung.
| |  |
| Zunächst wird der Bogen senkrecht, dann waagrecht gezähnt. Dadurch, dass die Zähnungen an den Kreuzungspunkten zufällig zusammenfallen, entstehen die charakteristischen unregelmäßigen Ecken der Linienzähnung. |  |

### Kammzähnung
Eine weitere Möglichkeit Briefmarken zu zähnen ist die Kammzähnung. Bei ihr unterscheidet man zwei Arten der Anordnung der Lochstifte.
Bei der einfachen Kammzähnung werden in einem Arbeitsgang alle Marken einer Reihe auf drei Seiten gezähnt (oben oder unten, links und rechts). Die Ecken der einzelnen Briefmarken sind daher regelmäßig. Eine Sonderform der einfachen Kammzähnung ist die Doppelkammzähnung. Bei ihr werden gleich zwei Zeilen auf einmal nach diesem Schema gezähnt.
| |  |
| Die dreiseitige Zähnung der Briefmarken erfolgt Zeile für Zeile. Dadurch ergänzt die folgende jeweils die fehlende Seite der vorangegangenen Zeile. Bei diesem System sind die Ecken der Briefmarken regelmäßig. |  |

Die Kreuzkammzähnung funktioniert nach einem ähnlichen System wie die einfache Kammzähnung. Hier werden die Briefmarken allerdings H-förmig Zeile für Zeile gezähnt, das heißt die Lochstifte sind in der gesamten waagrechten Länge des Bogens vorhanden sowie jeweils bis zu den beiden halben Markenhöhen der angrenzenden Briefmarken. Bei dieser Zähnungsart fallen die Ecken der Briefmarke ebenfalls regelmäßig aus. Ein optischer Unterschied zur einfachen oder Doppelkammzähnung ist somit nicht gegeben.
| |  |
| Die H-förmige Zähnung der Briefmarken erfolgt ebenfalls Zeile für Zeile. Dadurch ergänzen sich auch hier die jeweiligen Zeilen zu einer durchgehenden Zähnung. Die Ecken der Briefmarken sind somit regelmäßig. |  |

### Bogenzähnung
Die Bogenzähnung ist heute von allen Zähnungsarten die wohl am häufigsten genutzte Methode. Der gesamte Bogen wird hier in einem Arbeitsgang gezähnt. Die Bogenzähnung lässt sich daher optisch nicht von der Kammzähnung unterscheiden, da auch hier die Ecken regelmäßig sind.
|                                                                  |
| Die Zähnung des gesamten Bogens erfolgt in einem Arbeitsvorgang. |

Eine Sonderform der Bogenzähnung ist die Block- bzw. Kastenzähnung, die man bei Briefmarkenblocks findet. Hier wird natürlich ebenfalls der gesamte Block in einem Arbeitsgang gezähnt, wobei jedoch die Blockränder üblicherweise ohne Zähnung bleiben.

### Stanzung

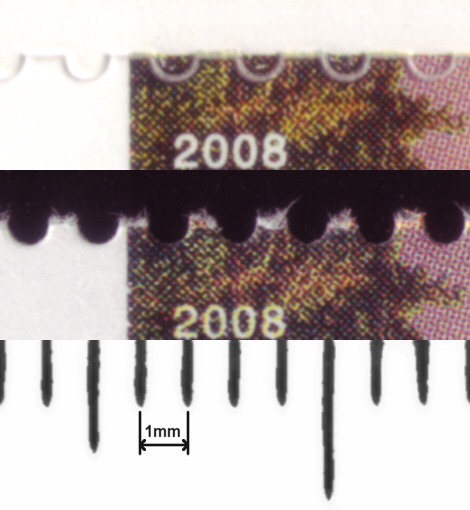
Vergleich Zähnung/Stanzung

Neben der klassischen Zähnung kommt seit einigen Jahren, bei der Deutschen Post AG seit dem 12. Mai 2000 mit der Michelnummer 2114 (identisch zu 2113 mit klassischer Zähnung), insbesondere bei den selbstklebenden Briefmarken auch das Stanzen vor. Hier wird ein der Zähnung sehr ähnliches Muster verwendet, jedoch ist zumeist die „Zähnung“ selbst, im Vergleich zur klassischen Zähnung, mit weniger Zähnen pro Zentimeter ausgeführt. Bei einer normalen Zähnung heutiger Briefmarken liegt die Zahl der Zähne im Bereich von etwa 13 bis 14 Zähnen pro zwei Zentimeter, bei der wellenförmigen Stanzung liegt die Zahl der Zähne in der Regel bei circa 10 bis 11 pro zwei Zentimeter.

### Zähnungsgrad
Die Größe und die Anzahl der Zähnungslöcher sowie der Zähnungsspitzen variieren auf einer bestimmten Länge verschiedener Zähnungen. Der Zähnungsgrad beziehungsweise die Zähnungszahl einer Briefmarke gibt dies an. International gibt man die Anzahl der Zähnungsspitzen hochgerechnet auf 2 cm an. Bogenzähnung 10 beispielsweise würde bedeuten, dass auf allen vier Seiten der Briefmarke hochgerechnet auf 2 cm 10 Zähnungslöcher vorkommen. Den Zähnungsgrad einer Briefmarke kann man mit Hilfe eines Zähnungsschlüssels bestimmen. In Deutschland sind seit vielen Jahren Zähnungsgrade um etwa 14 üblich, wobei es auch vereinzelte Ausgaben mit Zähnungsgraden von etwa 11 gab. In anderen Ländern sind auch heute noch Zähnungsgrade zwischen 10 und 11 üblich. Je höher ein Zähnungsgrad ist, desto leichter lassen sich die Briefmarken voneinander trennen. Von daher sind sowohl „kurze“ Zähne, d. h. ein Zahn einer Marke ist unverhältnismäßig verkürzt, als auch andere Beschädigungen der Marke – beides mindert den Sammlerwert –, bei einem höheren Zähnungsgrad seltener.
Insbesondere bei Rollenmarken der Sammelgebiete Bund und Berlin kommen aus herstellungstechnischen Gründen in der seitlichen Zähnung ganz oben oder ganz unten gelegentlich spitze und breite Ausgleichszähne vor. Diese in Rollenmarken-Nachschlagewerken aufgeführten Ausgleichszähne werden beim Feststellen des Zähnungsmaßes außen vor gelassen.

### Mischzähnung

Mischzähnung 12 ½ : 10 ½ des österreichischen 2-Heller-Wertes von 1899

Mischzähnung ist eine spezielle Zähnungsform der Linienzähnung. Sie kommt vor, wenn eine Briefmarke nicht auf allen vier Seiten den gleichen Zähnungsgrad aufweist. Manchmal kommt es vor, dass ein Bogen bei der Linienzähnung waagrecht anders gezähnt wird als senkrecht. Sehr selten findet man vier verschiedene Zähnungsgrade auf allen vier Seiten.
Um den Zähnungsgrad einer Mischzähnung auszudrücken, nennt man zunächst die waagrechte und dann die senkrechte Zähnungszahl. Linienzähnung 10 ½ : 13 bedeutet beispielsweise, dass die waagrechte Zähnung hochgerechnet auf 2 cm 10 ½ Zähnungslöcher aufweist, die senkrechte jedoch 13.
Mischzähnungen sind meist viel seltener als „normale Zähnungen“. Sie entstehen beispielsweise, wenn zunächst größere Mengen von Bögen waagerecht gezähnt werden, dann jedoch aus Zeitgründen nicht mehr alle mit derselben Zähnungsmaschine senkrecht gezähnt werden können. In diesem Fall verwendet man eine andere Zähnungsmaschine, die nicht selten einen anderen Zähnungsgrad besitzt.

### Zähnungsgüte
Dadurch, dass die Zähnungen im Gegensatz zum Durchstich meist regelmäßig erfolgen, kann man höhere Qualitätsansprüche an sie stellen. Besonders wichtig für den Sammler ist eine einwandfreie Zähnung und ein zentriertes Markenbild. Manchmal kommt es vor, dass durch ungenaues Einlegen der Bögen in die Zähnungsmaschine das Markenbild mehr oder weniger stark verschoben ist. Dies kann in Extremfällen zu Verzähnungen führen. Auch zahlreich andere Zähnungsarten können entstehen.

## Private Zähnungen und Durchstiche

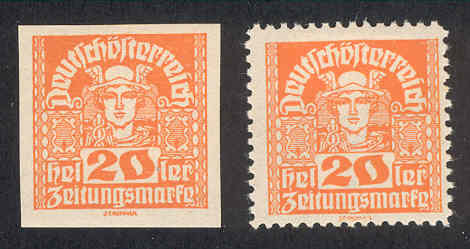
Privat gezähnte österreichische Zeitungsmarke aus dem Jahre 1920

Viele geschnittene Ausgaben, die etwa 30 Jahre nach den ersten Briefmarken verausgabt wurden, wurden oftmals von privater Seite, wie Firmen, selbst gezähnt oder durchstochen. Dies geschah, um sich die Trennung der Briefmarken voneinander zu erleichtern. In den meisten Fällen waren diese privaten Zähnungen von guter Qualität. Durchstiche kamen nur sehr selten zur Verwendung.
Da es sich bei diesen Zähnungen oder Durchstichen nicht um amtliche handelt, werden sie von den meisten Briefmarkenkatalogen nur pauschal bewertet.
Besonders häufig findet man private Zähnungen bei den österreichischen Zeitungsmarken. Diese wurden selbst 70 Jahre nach der Einführung 1851 nur geschnitten verausgabt, da sie nur in ganzen Bögen an die Zeitungsverlage verkauft wurden. Die österreichische Post wollte so durch das Weglassen der Perforation ein wenig Geld sparen.

## Fälschungen und Reparaturen
Ähnlich wie bei gefalzten Briefmarken, wo durch das Entfernen des Briefmarkenfalzes und durch ein Verstreichen der Gummierung ein postfrischer Zustand vorgetäuscht werden soll, gibt es auch bei Zähnungen solche Reparaturen und Fälschungen.
Oft werden Briefmarken mit schlechter, beschädigter Zähnung nachgezähnt. Dies bedeutet, dass die Zähnung repariert wird und für den ungeübten Sammler wie eine unbehandelte Zähnung aussieht. Es gibt jedoch auch Fälle, wo man durch Anbringung eines anderen Zähnungsgrades als des ursprünglich vorhandenen seltene Mischzähnungen herstellen möchte. Manchmal werden sogar Ganzfälschungen oder Ausschnitte aus Ganzsachen nachgezähnt, um so seltene Zähnungen nachzuahmen.